# Chiesa di San Siro (Viggiù)
Vicino a Baraggia, al limite meridionale del territorio del Comune di Viggiù, sorge l'antica chiesa di San Siro con i resti dell'annesso convento. Esso era forse dipendente dal cenobio di Sant'Elia. L'edificio, per il quale negli anni 80 vennero iniziati i lavori di rinforzo della struttura, oggi attende un delicato intervento volto al restauro, alla valorizzazione ed alla salvaguardia dell'interessantissimo ciclo di affreschi che decora la calotta absidale.
L'aula, con una sobria facciata aperta da un'unica porta, ha al suo culmine l'insolita apertura oculare, schermata dai raggi di un rosoncino in pietra. Sul lato sinistro della facciata poggia anche il leggero campanile che la innalza verso il cielo.
All'interno la navata non ha alcuna decorazione pittorica. Gli affreschi, datati da alcuni storici al XV secolo, occupano l'abside. Una Teoria di otto Santi, tra i quali San Rocco e Sant'Ambrogio circonda l'immagine della Vergine che, con estrema dolcezza, tiene in braccio il Bambino. Nel catino absidale troneggia un Cristo Pantocratore, in una mandorla di elegante fattura, con ai lati gli Evangelisti: a sinistra Giovanni e Matteo, a destra Luca e Marco.
Lo stato di degrado degli stabili, un tempo adibiti a convento, e del terreno circostante offusca la bellezza di questo complesso di edifici, che conserva vive testimonianze d'arte e di fede.